# Saraca asoca
Pour les articles homonymes, voir Ashoka (homonymie).
Espèce
Classification phylogénétique
Saraca asoca, ou ashoka, dit « l'arbre d'Ashoka », est une espèce de plantes à fleurs dicotylédones de la famille des Fabaceae, sous-famille des Caesalpinioideae. C'est un arbre originaire du sous-continent indien.

## Description
C'est un arbre tropical de forme pyramidale, à feuillage dense, pouvant atteindre une hauteur d'environ 10 mètres. Ses feuilles sont pennées avec des folioles d'un vert brillant à bords ondulés, longues et étroites d'environ 20 cm de long. Il fleurit en avril et mai. Les fleurs orange, très odorantes, possèdent de longues étamines rouge foncé. Elles sont groupées en grappes arrondies.

### Répartition d'origine
On le trouve au pied des contreforts centraux et orientaux de l'Himalaya, dans presque toutes les plaines de l'Inde du nord, et sur la côte occidentale, dans la région de Bombay. Il est souvent confondu avec le faux ashoka (Polyalthia longifolia), ou arbre-mât, également très commun en Inde.

## Mythe et tradition

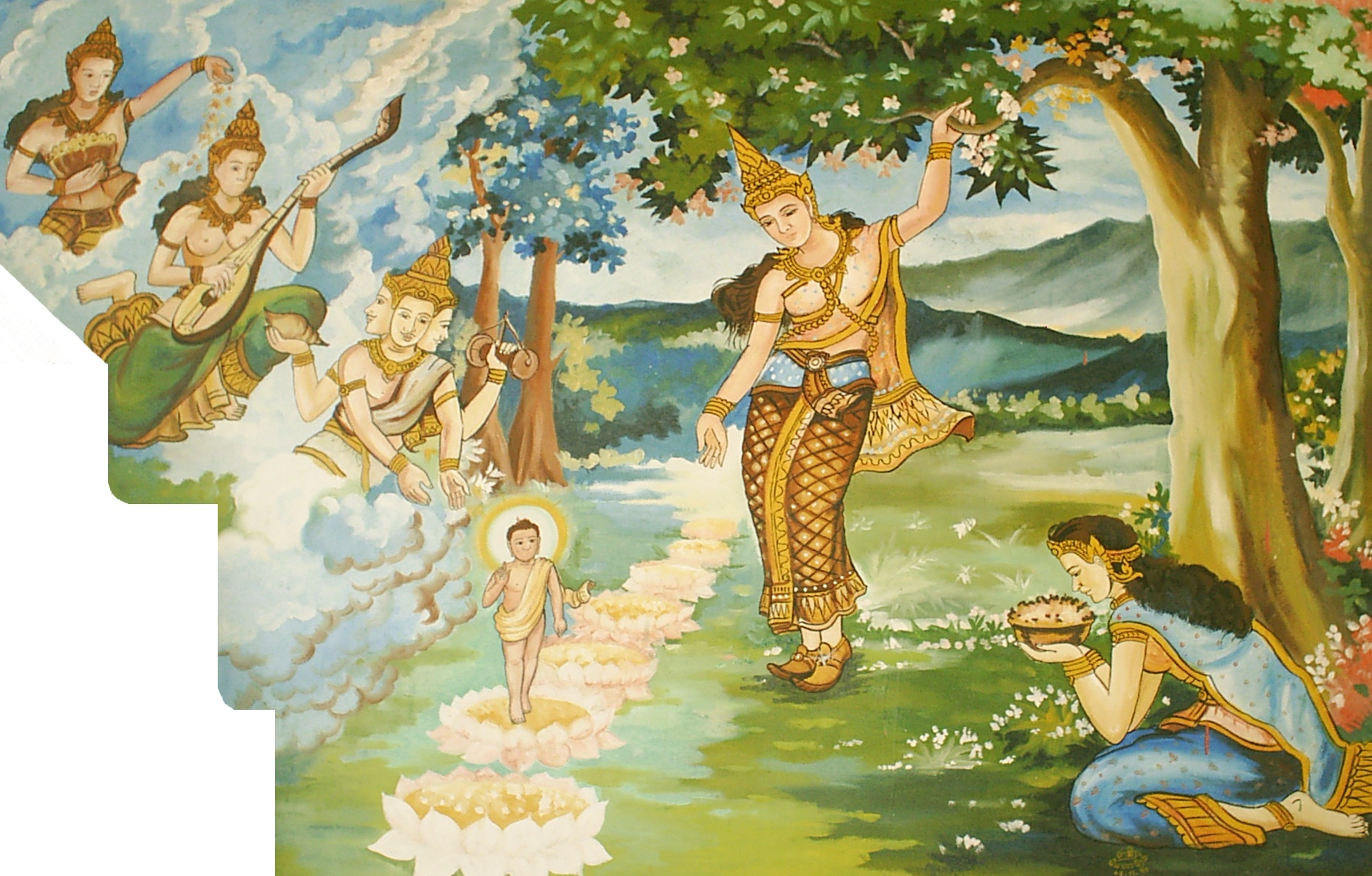
Māyā donnant naissance à Bouddha.

L'ashoka  (en sanskrit : « sans chagrin ») est considéré comme sacré partout en Inde et au Sri Lanka. En effet, selon la tradition, c'est sous cet arbre que naquit le Bouddha, à Lumbini. Le seigneur Mahavira renonça au monde sous un ashoka à Vaishali. Pour les hindouistes il est l'attribut de Kama Deva, le Dieu de l'Amour. Le Ramayana en fait mention dans l'Ashoka Vatika (jardin des ashokas), où Hanuman rencontre pour la première fois Sitâ.

## Taxinomie

### Synonymes
Selon The Plant List (10 novembre 2018) :
- Jonesia asoca Roxb;
- Jonesia confusa Hassk;
- Jonesia pinnata Willd;
- Saraca confusa (Hassk.) Backer;
- Saraca indica sensu Bedd., non L.

### Noms vernaculaires
L'arbre ashoka peut être désigné par les autres noms vernaculaires suivants :
anganapriya, asogam, asokada, ashopalava, asok, ashok, asoka, asupala, gandapushpa, kankelli, kenkalimara, thawgabo, vand ichitrah.
L'orthographe « açoka » a été employée par certains poètes du mouvement parnassien français tels que Leconte de Lisle (Le Colibri) ou par Arthur Rimbaud dans un poème raillant les parnassiens (Ce qu'on dit au poète à propos des fleurs).